# Agostino Dati

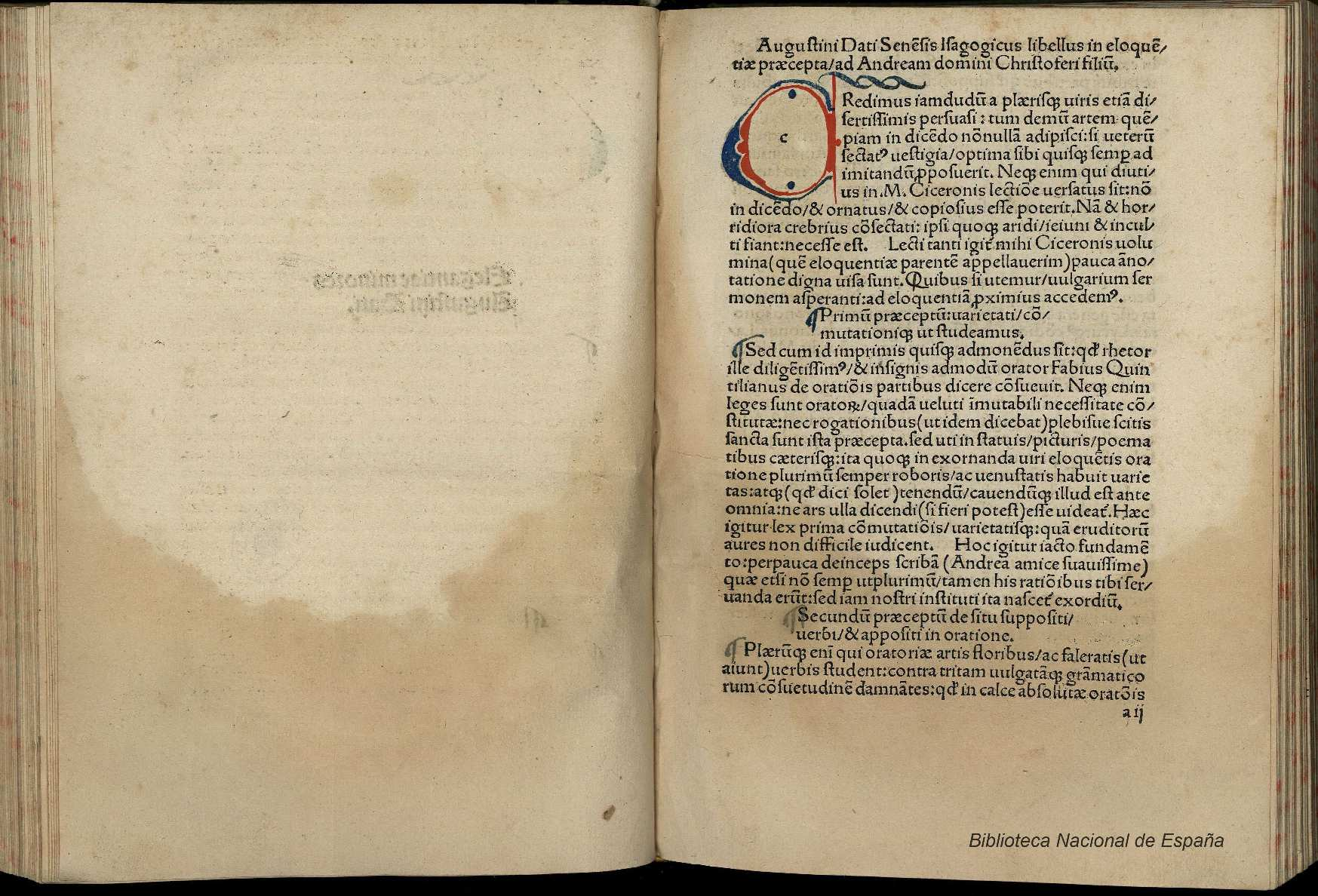
Primera página de las Elegantiae minores impresas en Basilea en 1488 por Johann Amerbach. Biblioteca Nacional de España.

Agostino Dati (Siena, 1420-1478) fue un humanista y escritor italiano renacentista. 
Bautizado en Siena el 18 de febrero de 1420, hijo de Niccolò, literato y jurista, estudió humanidades con Francesco Filelfo. Tras dominar el latín estudió griego y hebreo. Impartió clases en la corte de Urbino y en Sicilia y, brevemente en Roma, llamado por el papa Nicolás V como «magister epistolarum pontificarum», para inmediatamente retornar a Siena donde estableció una escuela de retórica y destacó como orador, también de materias sagradas. Los escritos de Danti (De inmortalitate animae, De voluptate, De vita beata, De sacramentis panis et aquas) alcanzaron notable éxito editorial en su tiempo. Destacaron entre ellos los escritos destinados a la enseñanza de la retórica, con Cicerón como modelo, género al que pertenece el Isagogicus libellus, pequeño tratado con el que se proponía enseñar a su hijo a escribir cartas y oraciones y que, publicado por primera vez en Colonia en 1470, llegó a contar con más de cien ediciones y reimpresiones antes de terminar el siglo, generalmente con el título de las Elegantiolae.